# Ворошилова, Екатерина Давидовна
Екатерина Давидовна Ворошилова (имя по рождению — Ги́тля Горбман, затем Го́лда Горбман) (1887—1959) — жена маршала Советского Союза Климента Ефремовича Ворошилова, российская революционерка, затем — советский государственный и партийный деятель.

## Биография
Голда Давидовна Горбман родилась в селе Мардаровка под Одессой в 1887 году в еврейской семье. Отец — Давид Лейбович Горбман, был маклером, умер в 1910 году от астмы.
В 1897 году Голда Давидовна поступила в профессиональное училище им. А. Сегал в Одессе, которое окончила в 1902 году.
Работала портнихой. После знакомства с Серафимой Гопнер увлеклась революционными идеями и в 1904 году, в возрасте 17 лет, примкнула к партии социалистов-революционеров. За революционный активизм сослана в Архангельскую губернию, где познакомилась с Авелем Енукидзе, которого полюбила. Отношения были разорваны сразу после беременности Голды. Девушке пришлось сделать аборт, в результате чего она на всю жизнь осталась бесплодна.
Знакомство со ссыльным Ворошиловым в Холмогорах в конце 1909 года принесло глубокие чувства. Прожив на родине полтора месяца после освобождения, Голда вернулась в ссылку к возлюбленному. Жандарм, приставленный к Клименту, требовал её отъезда. Тогда молодожёны пошли на хитрость: повесили в избе вырезанный из журнала портрет императора, собрали крестьян-свидетелей. Пришедший жандарм стал материться, что посторонняя не уехала. В ответ Климент указал, что тот смеет сквернословить перед ликом государя — жандарм испугался ответственности и разрешил девушке остаться.
Брак их был разрешён при условии венчания в церкви. Голда приняла православное крещение и стала Екатериной Давидовной Ворошиловой. Молодожёны освободились из ссылки в сентябре 1910 года. Семья прокляла вероотступницу и провела формальный обряд её похорон. Екатерина Ворошилова сменила и политические взгляды, став марксисткой. В мае 1917 года вступила в РСДРП(б). Следовала за мужем и в годы Гражданской войны, исполняя функции помощницы, соратницы — как жена командира брала на себя заботу о женщинах, детях, стариках. В 1924 году, прибыв в Екатеринослав, узнала о действиях работника собеса Шалехина, отказывающегося платить пенсии пенсионерам царского времени — по его мнению, эти «буржуи и старорежимники» не заслуживали ничего, кроме сожжения в крематории. С подачи Екатерины Ворошиловой произошло немедленное снятие Шалехина и возобновление пенсионных выплат.
Эмигрантское издание в 1925 году утверждало, что Ворошилов сумел подняться «наверх» благодаря жене, пробудившей в нём духовные интересы (к чтению — он лучше всех членов партсобраний цитировал классиков марксизма-ленинизма) и сумевшей благодаря своей общительности и притягательности «достать» ему друзей во властных кругах. Сам К. Е. Ворошилов утверждал, что интерес к чтению и знаниям в нём пробудил его школьный учитель С. М. Рыжков. «Школа, школа! — писал Климент Ефремович. — Как часто вспоминал я потом её стены, небогатое убранство классных комнат, старенький глобус, по которому мы с Семёном Мартыновичем совершали увлекательные путешествия! Разбуженная школой жажда знаний не покидала меня потом всю жизнь, и я в меру своих сил и возможностей продолжал заниматься самообразованием, не расставался с книгами. Семён Мартынович, с которым я не порывал наших связей и после поступления на завод, умело направлял моё самообразование» . А со Сталиным Ворошилов, например, познакомился раньше, чем с Голдой, на IV съезде РСДРП в Стокгольме в апреле 1906 года. «Мы подружились и вскоре я узнал, что мой новый друг является грузином и зовут его Иосифом Виссарионовичем Джугашвили...» — вспоминал в своих мемуарах К. Е. Ворошилов.    

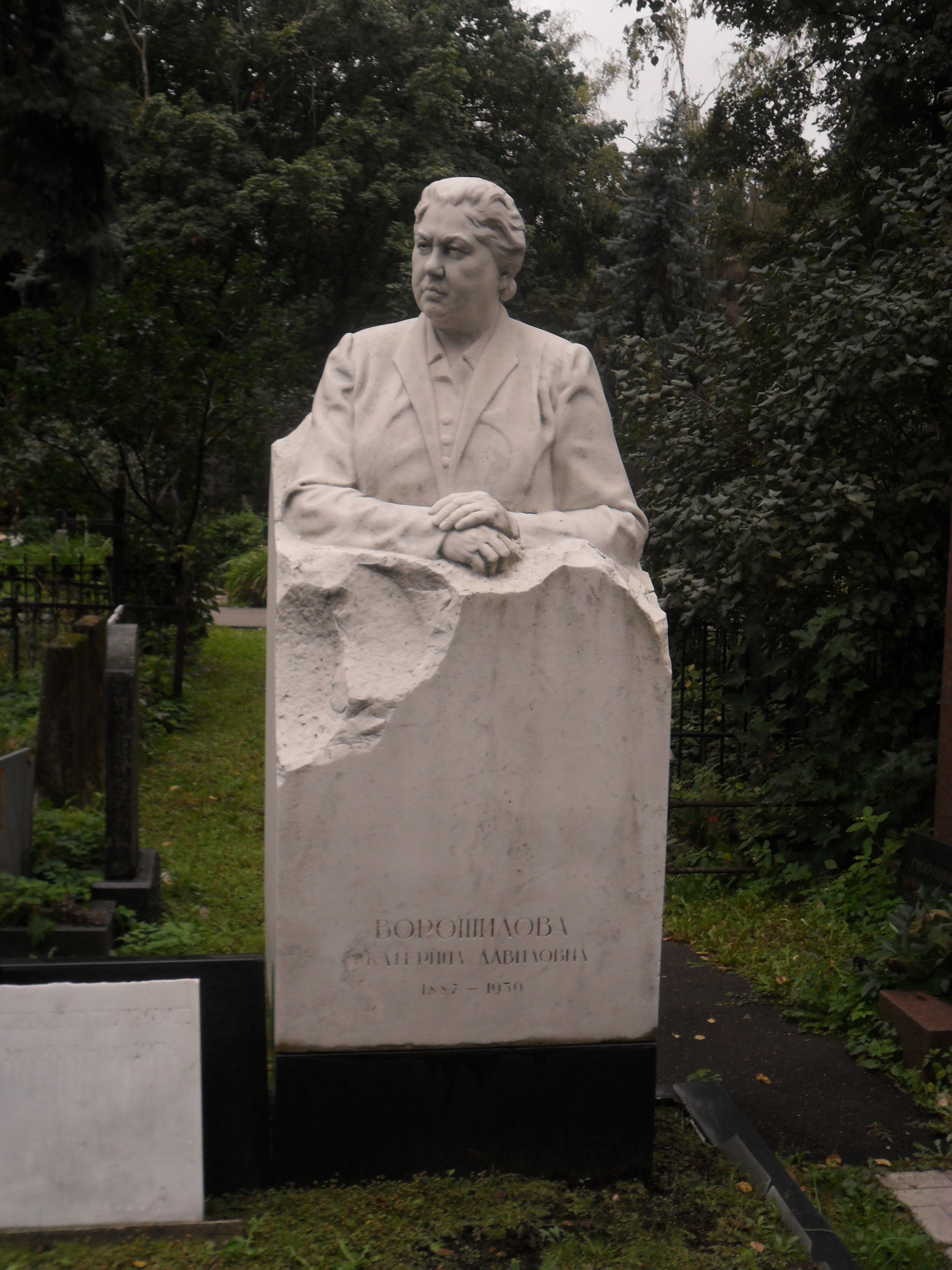
Могила Ворошиловой на Новодевичьем кладбище.

После болезни в 1928 году и последовавшей за ней операции располнела, перестала себе нравиться. Прекратила появляться на публике, закрылась «коконом» от всех, кроме семьи. С этого периода Екатерина Ворошилова обрела имидж типичной советской партледи — невзрачной, сухой, холодной, строго деловой — «парттётей» по определению современников. Возможно причиной сворачивания публичности стала также боязнь ареста. Вероятно, Екатерина Давидовна знала тайну самоубийства Надежды Аллилуевой — последняя её ссора со Сталиным состоялась на банкете в доме Ворошиловых.
Дневник, ведомый женой маршала на протяжении десятилетий, старательно избегает описания «проблемных мест» — очевидно, в расчёте на изучение его сотрудниками НКВД. Записи позволяют судить о присутствии любви между супругами на протяжении всей жизни. Так, сообщая о пожаре на даче в 1949 году, Екатерина Давидовна отметила, что сильнее всего сожалеет о сгоревших письмах мужа.
В 1953 году у Екатерины Давидовны был выявлен рак. Она продолжала работать, в течение долгого времени скрывая болезнь от мужа. Скончалась на 73-м году жизни в 1959 году.

### Дети
Детей у Ворошиловых не было. В 1918 году они усыновили сироту Петю (1914—1984); после смерти Михаила Фрунзе взяли на себя его детей Тимура (1923—1942) и Таню (1920—2024).

### В культуре
Образ строгой партийной женщины Кати Ивановой в фильме «Девушка с характером» был срисован с Екатерины Ворошиловой — даже имя не стали менять.
Образ Кати Давыдовой в фильме «Оборона Царицына» также срисован с Екатерины Давыдовны Ворошиловой.